# Torymus fagi
Torymus fagi is een vliesvleugelig insect uit de familie Torymidae. De wetenschappelijke naam is voor het eerst geldig gepubliceerd in 1930 door Hoffmeyer.